# Blakeney Point
Der Blakeney Point ist eine Landspitze an der Budd-Küste des ostantarktischen Wilkeslands. Sie bildet das Nordkap der Clark-Halbinsel.
Eine grobe Kartierung wurde anhand von Luftaufnahmen der US-amerikanischen Operation Highjump (1946–1947) und Operation Windmill (1947–1948) vorgenommen. Neuerliche Kartierungen folgten 1956 durch eine sowjetische Antarktisexpedition sowie im selben Jahr und 1962 im Rahmen der Australian National Antarctic Research Expeditions. Das Advisory Committee on Antarctic Names benannte die Landspitze 1963 nach Art Arvil Blakeney (1925–2002), Luftbildfotograf bei der Operation Highjump.